# Livade uz Bednju V
Livade uz Bednju V este o arie protejată (sit de importanță comunitară — SCI) din Croația întinsă pe o suprafață de 112,78 ha, integral pe uscat.

## Localizare
Centrul sitului Livade uz Bednju V este situat la coordonatele 46°14′20″N 16°33′22″E / 46.239°N 16.556°E.

## Înființare
Situl Livade uz Bednju V a fost declarat sit de importanță comunitară în iulie 2013 pentru a proteja 1 specie de animale.

## Biodiversitate
Situată în ecoregiunea continentală, aria protejată conține 2 habitate naturale: Liziere de ierburi înalte hidrofile de câmpie și de nivel montan până la alpin, Fânețe de joasă altitudine (Alopecurus pratensis, Sanguisorba officinalis).
La baza desemnării sitului se află o specie protejată de  nevertebrate: fluturele purpuriu (Lycaena dispar).